# کردکوی
کُردکوی شهری در غرب استان گلستان و در شمال ایران است. این شهر مرکز شهرستان کردکوی است و در ۲۹ کیلومتری گرگان واقع است. جمعیت شهر کردکوی در سرشماری سال ۱۳۹۰ خورشیدی برابر با ۳۸٬۲۴۶ نفر بوده است. زبان مردم این شهرستان زبان طبری می‌باشد. مردم کردکوی به گویش کردکویی زبان مازندرانی صحبت می‌کنند.

## جمعیت
بر پایه سرشماری عمومی نفوس و مسکن در سال ۱۳۹۵ جمعیت این مکان ۳۹٬۸۸۱ نفر (۱۲٬۹۷۱ خانوار) بوده است.

## تاریخچه نام

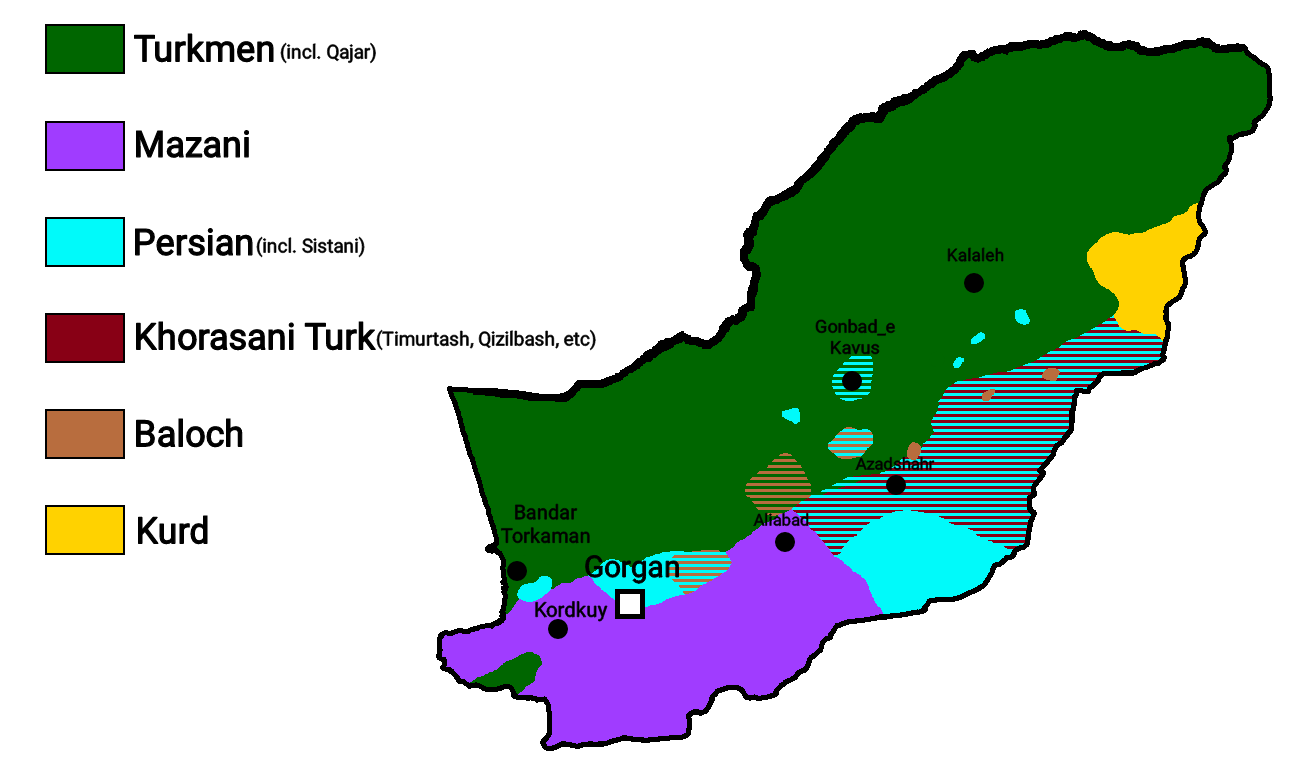
پراکندگی اقوام در استان گلستان

مردم شهر و شهرستان کردکوی از قومیت طبری هستند و به زبان زبان طبری سخن می‌گویند.
لهجه مردم کردکوی و بندرگز یکی از لهجه‌های دوازده‌گانه زبان طبری می‌باشد که در شرق این منطقه زبانی قرار دارد. کِرد «kerd» در زبان طبری به معنای گله‌دار می‌باشد که در لهجه مردم شرق استان مازندران و غرب استان گلستان به صورت کارد گویش می‌شود. کاردها نباید با قوم کُرد که در مناطق غربی ایران زندگی می‌کنند اشتباه گرفته‌شوند.
پژوهشگران کِردها، گالش‌ها «Galeš» و مختابادها را دسته ای از رعایای طبری‌تبار می‌دانند که دامدار بوده و در تابستان‌ها مجبور به ترک جلگه بوده‌اند. گالش «gâleš» امروزه در شمال به معنی فردی است که از رمه گاوان نگهداری می‌کند و با نگهبان گوسفندان که کِرد «kerd» یا «چوپان» نامیده می‌شود فرق دارد. مردم طبری به مناطقی که کِردها در آن ساکن بودند: کِردمله (کردمحله)، کِردخیل، کِردکتی و … می‌گفتند. کردکوی تا ۱۹ تیر ۱۳۱۹ به کردمحله (کاردمله) مشهور بوده که در این روز نام کردمحله به کردکوی تغییر داده‌شد؛ ولی همچنان نیز نام کاردمله در این منطقه رایج است.
کردکوی در مجاورت تمیشه باستان قرار دارد که در افسانه‌های شاهنامه بنای آن را به فریدون پسر آبتین نسبت داده‌اند.

## جاذبه‌های گردشگری
مناطق زیبای کوهستانی درازنو، ریز او، کندآب، رادکان، چمن، یزدان محله و همچنین
پارک جنگلی پلنگ پا (امام رضا) و آب بندان میاندره واقع در روستای میاندره و همین‌طور آب بندان بانکلا واقع در جنوب کردکوی در حاشیه جنگل از مناطق دیدنی این شهر محسوب می‌گردد

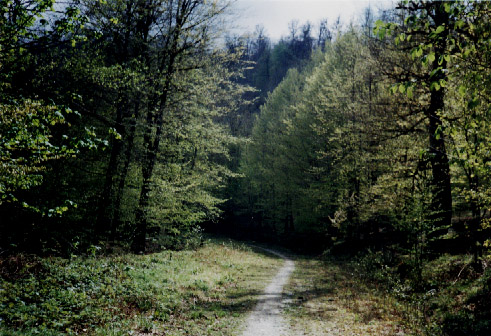
جنگل کردکوی

آثار باستانی کردکوی: میل رادکان کردکوی، جاده شاه عباسی، دیوار و شهر تمیشه
.تپه شاهده: مربوط به هزاره اول است و در شهرستان کردکوی، روستای اسلام‌آباد شاهده واقع شده و این اثر در تاریخ ۱۱ مهر ۱۳۸۳ با شمارهٔ ثبت ۱۱۱۸۰ به‌عنوان یکی از آثار ملی ایران به ثبت رسیده است.
جاذبه‌های مذهبی کردکوی: امامزاده طاهر و ابراهیم در روستای النگ، زیارتگاه معصوم‌زاده سبزپوش در حدود بالاجاده، امامزاده مجید در شهر کردکوی، امامزاده روشن آباد، امامزاده چهارکوه، امامزاده محمد در محلهٔ بالابلوک.
روستاهای بزرگ این شهر عبارتند از:النگ، میاندره، بالاجاده، سرکلاته، یساقی، مهترکلاته، چهارده، ایلوار، شاهده سابق، دنگلان، سالیکنده
جاذبه‌های طبیعی کردکوی: منطقه حفاظت شده جهان‌نما، دهکده ییلاقی درازنو، روستای ییلاقی یزدان محله، پارک جنگلی کردکوی، آبشار دوآب (دِاُو)، آبشار هفت طبقه
بیمارستان امیرالمؤمنین (ع) کردکوی بیمارستانی است درمانی و وابسته به دانشگاه علوم پزشکی گلستان با ۱۳۱ تخت ثابت می‌باشد.
سوغاتی معروف کردکوی، حلوا گردویی، شیر نون و پشته زیک می‌باشد.